# Giuseppe Castellano (General)

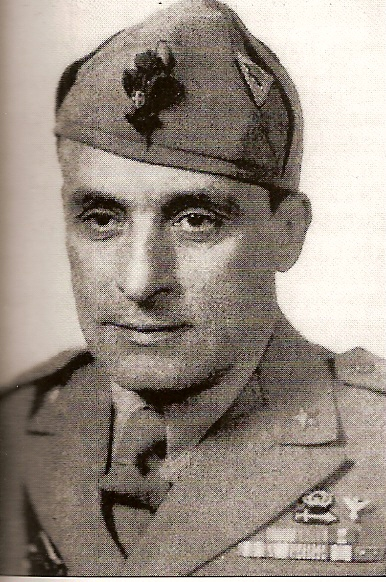
Giuseppe Castellano

Giuseppe Castellano (* 12. September 1893 in Prato; † 31. Juli 1977 in Porretta Terme) war ein italienischer Brigadegeneral. 
Castellano unterzeichnete für das Königreich Italien den am 3. September 1943 geschlossenen Waffenstillstand von Cassibile mit den anglo-amerikanischen Alliierten.
| Personendaten    | Personendaten         |
| ---------------- | --------------------- |
| NAME             | Castellano, Giuseppe  |
| KURZBESCHREIBUNG | italienischer General |
| GEBURTSDATUM     | 12. September 1893    |
| GEBURTSORT       | Prato                 |
| STERBEDATUM      | 31. Juli 1977         |
| STERBEORT        | Porretta Terme        |